# Francisco Queiroz

José Francisco Ferreira Queiroz (Vila Nova de Gaia, 29 de janeiro de 1973) é um historiador de arte, genealogista, perito de escrita manual e escritor português.

## Biografia
Doutor em História da Arte pela Universidade do Porto, foi professor do Mestrado Integrado em Arquitectura da Escola Superior Artística do Porto e coordenador da sua Secção Autónoma de Teoria e História [1]. Foi também coordenador adjunto do Grupo de Investigação Património, Cultura e Turismo do CEPESE - Centro de Estudos da População, Economia e Sociedade, onde concluiu o seu pós-doutoramento. Investigador do ARTIS - Instituto de História da Arte da Faculdade de Letras da Universidade de Lisboa, é um reconhecido especialista nos temas da arte tumular [2] [3] [4] e da azulejaria de fachada, tendo coordenado o primeiro inventário exaustivo dos ornamentos cerâmicos das fachadas alguma vez realizado em Portugal à escala concelhia (Ovar, 2010-2012) [5]. Foi pioneiro em Portugal do turismo cemiterial [6] [7], tendo guiado visitas especializadas a cemitérios de várias cidades portuguesas [8]. Foi o fundador do Grupo Saudade Perpétua, dedicado ao Romantismo em Portugal [9]. Foi também o fundador do CEPSIES - Centro de Estudos de Psicologia da Escrita e o primeiro em Portugal a dar formação sobre esse tema com cadência regular em contexto universitário [10]. É autor do único livro sobre a escrita dos portugueses [11], e co-autor do mais citado manual de Genealogia e História da Família editado em Portugal [12] [13] [14] [15] [16] [17]. Deu formação sobre Genealogia em várias cidades portuguesas [18], tendo sido o primeiro a fazê-lo também em e-learning [19]. Publicou largas dezenas de trabalhos, quer nas áreas mencionadas, quer em outras como a Reabilitação Urbana, a História Local, ou o Património Industrial [20]. Tem também algumas publicações na área da poesia e conto, e na área infantil [21]. É director da revista científica "RomantHis" [22].

## Livros mais relevantes
- «"Laranjais: a building on Almada Street. Stories of Porto", 2023»
- «"Ksiezniczka Augusta de Montléart", 2023»
- «"Património de Gaia no Mundo", 2022»
- «"O Cemitério da Lapa", 2021»
- «"Fachadas de Bacelos / Façades of Barcelos", 2021»
- «"Património de Fachada de Barcelos", 2022»
- «"Descubra as suas origens. Manual de Genealogia e História da Família. Edição revista e aumentada", 2022 (co-autoria)»
- «"Death and Funeral Practices in Portugal", 2022 (co-autoria)»
- « "Alfândega do Porto (1869-2019)", 2019 (co-autoria)»
- «"Os catálogos da Fábrica das Devesas", 2016» (PDF)
- «"Descubra as suas origens. Manual de Genealogia e História da Família", 2016 (co-autoria)» (PDF)
- «"A Igreja e a Torre dos Clérigos", 2013 (co-autoria)» (PDF)
- «"A Casa do Terreiro. História da Família Ataíde em Leiria. Vol. I: Das Origens ao Século XVII; Vol. II: Séculos XVII e XVIII"; Vol. III: Do Século XIX à Actualidade", 2010, 2016 e 2018» (PDF)
- «"Azulejos - Maravilhas de Portugal / Wonders of Portugal", 2017 (co-autoria)» (PDF)
- «"O Cemitério de Viana do Castelo. História, Arte, Património", 2017» (PDF)
- «"Introdução à Psicologia da Escrita", 2005, 2ª edição» (PDF)
- «"Conservação Urbana e Territorial Integrada. Reflexões sobre salvaguarda, reabilitação e gestão de centros históricos em Portugal", 2009 (co-autoria)» (PDF)
- «"Espólio Fotográfico Português / Portuguese Photographic Heritage", 2008 (co-autoria)» (PDF)
- «"Villa Portela. Os Charters d'Azevedo em Leiria e as suas ligações familiares (século XIX)", 2007 (co-autoria)» (PDF)
- «"Os Cemitérios do Porto e a arte funerária oitocentista em Portugal: Consolidação da vivência romântica na perpetuação da memória", 2003 (tese de doutoramento)» (PDF)
- «"Santa Maria Madalena de Fermucia (Madalena – Vila Nova de Gaia). História, Sociedade e Território", 2005 (coordenação)» (PDF)
- «"A Casa de Tralhariz e a Capela do Bom Jesus", 2008 (co-autoria)» (PDF)
- «"O ferro na arte funerária do Porto oitocentista. O Cemitério da Irmandade de Nossa Senhora da Lapa, 1833-1900", 1997 (tese de mestrado)» (PDF)